# KLM
KLM Royal Dutch Airlines (česky: Nizozemské královské aerolinie KLM; nizozemsky: Koninklijke Luchtvaart Maatschappij, zkráceně pouze KLM) je národní letecká společnost Nizozemska, která má leteckou základnu na letišti Schiphol v Amsterdamu. Sídelní budova se nachází v Amstelveenu. KLM je sesterskou společností Air France–KLM a je členem letecké aliance SkyTeam. Kratší regionální lety této společnosti po Evropě pro KLM zajišťuje pobočka KLM Cityhopper. V roce 2017 společnost přepravila 32,7 milionů cestujících, což je dosavadní rekord společnosti. KLM provozuje pravidelné osobní a nákladní služby do 145 destinací.
KLM pojmenovává svá letadla podle památek UNESCO. Letoun Boeing 777-200ER imatrikulace PH-BQL nese název Litomyšl Castle, podle zámku v české Litomyšli.

## Historie

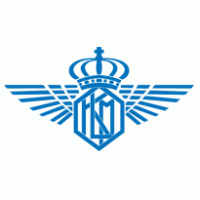
Logo KLM mezi roky 1919 až 1950

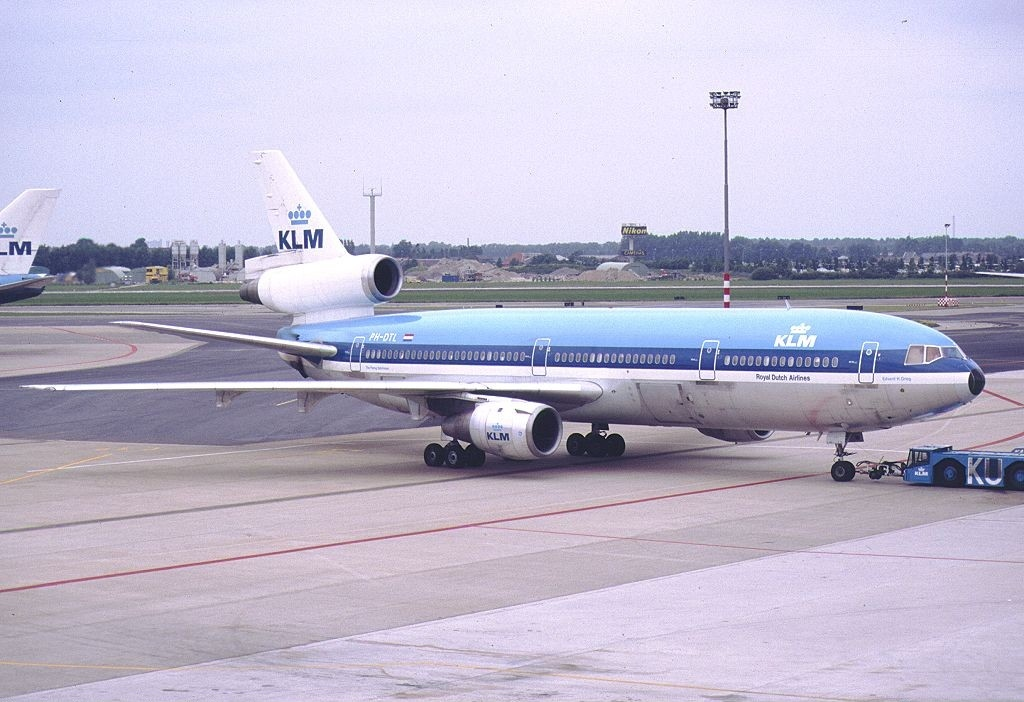
McDonnell Douglas DC-10-30 společnosti KLM v roce 1988

### Založení
V roce 1919 sponzoroval mladý letecký poručík Albert Plesman leteckou výstavu ELTA v Amsterdamu. KLM byly založeny 7. října 1919 pod královskou patronací, neboť v prosinci téhož roku nad nimi převzala záštitu nizozemská královna Vilemína, čímž získaly právo nosit ve svém názvu titul „Královské", nizozemsky „Koninklijke". Jde o nejstarší dosud existující leteckou společnost a také o nejstarší společnost, která nese stále stejný název. První let proběhl 17. května 1920 a zahájil linku mezi Londýnem a Amsterdamem. Na palubě letounu Havilland DH.16 byli dva britští novináři a náklad novin. Tato linka je stále provozovaná, jedná se o nejstarší provozovanou pravidelnou leteckou linku na světě.
V roce 1920 přepravila KLM 440 cestujících a 22 tun nákladu. V roce 1924 tato společnost obdržela nizozemský letoun Fokker F.VII, v roce 1929 s ním byla zahájena pravidelná linka do Indonésie. Až do vypuknutí druhé světové války v roce 1939 se jednalo o nejdelší plánovanou službu na světě. KLM se staly první evropskou společností která obdržela americký dvoumotorový vrtulový letoun Douglas DC-2. Později byly dodány také Fokkery F.XVIII a Douglasy DC-3.

### Světové války
Během druhé světové války byly letouny KLM označeny na trupu nápisem „Holland", což je mělo identifikovat jako letouny neutrální země. To umožnilo i při válce obhospodařovat množství tras a zřídit pravidelnou linku do Spojených států amerických, i když část linek společnost stejně musela omezit či zastavit. Když Německo 10. května 1940 napadlo Nizozemsko, řada letadel KLM - převážně DC-3 a několik DC-2 - byla na cestě do Dálného východu nebo z Dálného východu nebo provozovala služby v Evropě. Pět DC-3 a jedno DC-2 bylo odvezeno do Anglie.
Douglas DC-3 PH-ALI "Ibis", pak registrovaný jako G-AGBB, byl napaden Luftwaffe dne 15. listopadu 1942.

#### Poválečná expanze
Ihned po skončení války společnost rychle obnovila její veškeré linky. Obdržela také letouny Douglas C-54 Skymaster, se kterými létala do Indonésie. Další z nových typů byl Douglas DC-4, se kterým podnikala lety do New Yorku. Byly zavedeny nové linky do Jižní Ameriky a Mexika. V roce 1955 byl dodán typ Lockheed L-1049 Super Constellation, v roce 1957 Vickers Viscount, v roce 1957 DC-7 a v roce 1959 Lockheed L-10 Electra.
Během bezprostředního poválečného období vyjádřila nizozemská vláda zájem o získání většinového podílu ve společnosti KLM. Plesman chtěl, aby KLM zůstala soukromou společností pod soukromou kontrolou; dovolil nizozemské vládě získat menšinový podíl v letecké společnosti. V roce 1950 přepravila KLM 356 069 cestujících. Rozšíření sítě pokračovalo v padesátých létech s přidáním několika destinací v západní Severní Americe.
Dne 31. prosince 1953 zemřel ve věku 64 let zakladatel a prezident KLM Albert Plesman. Přechod na proudové letouny dal KLM další finanční zátěž. Nizozemská vláda zvýšila své vlastnictví společnosti na dvě třetiny, čímž ji znárodnila. Představenstvo zůstalo pod kontrolou soukromých akcionářů.

### Proudová éra

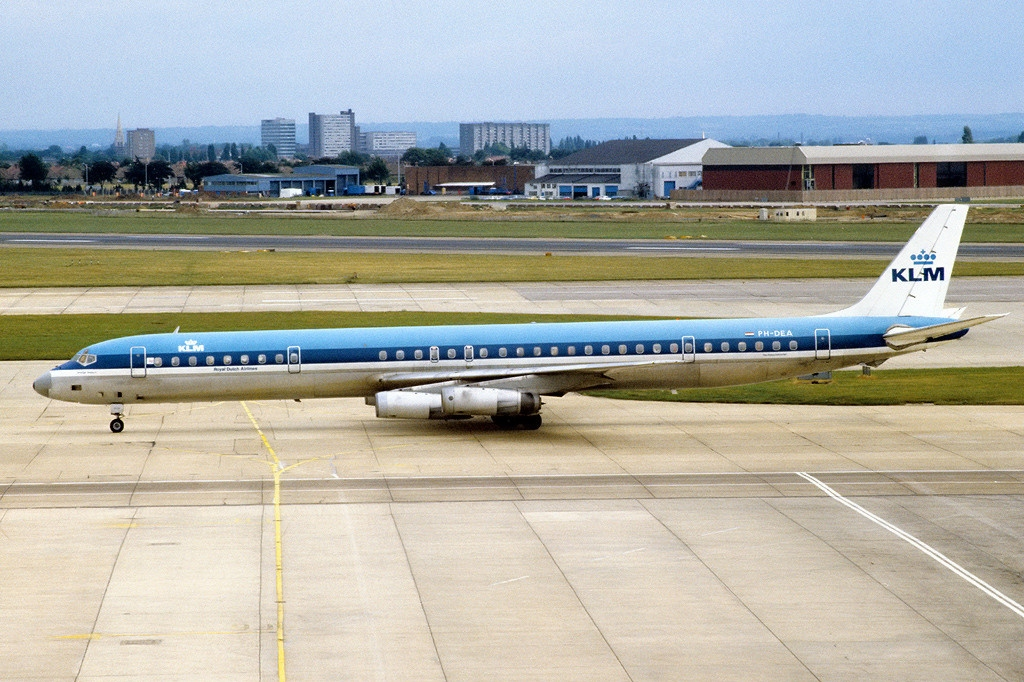
KLM v minulosti provozovaly například typ Douglas DC-8-63, fotografie z roku 1982

První proudový letoun obdržely KLM v březnu 1960 a byl to letoun Douglas DC-8. V roce 1961 společnost KLM oznámila svůj první rok ztrát. Podíl holandské vlády v KLM byl redukován k menšinovému podílu 49.5%.
V roce 1965 založily KLM společnost KLM Helicopters, která vrtulníky obstarávala na ropné plošiny v Severním moři. V roce 1966 představila KLM Douglas DC-9 na evropských a středovýchodních trasách.

### 80. a 90. léta 20. století

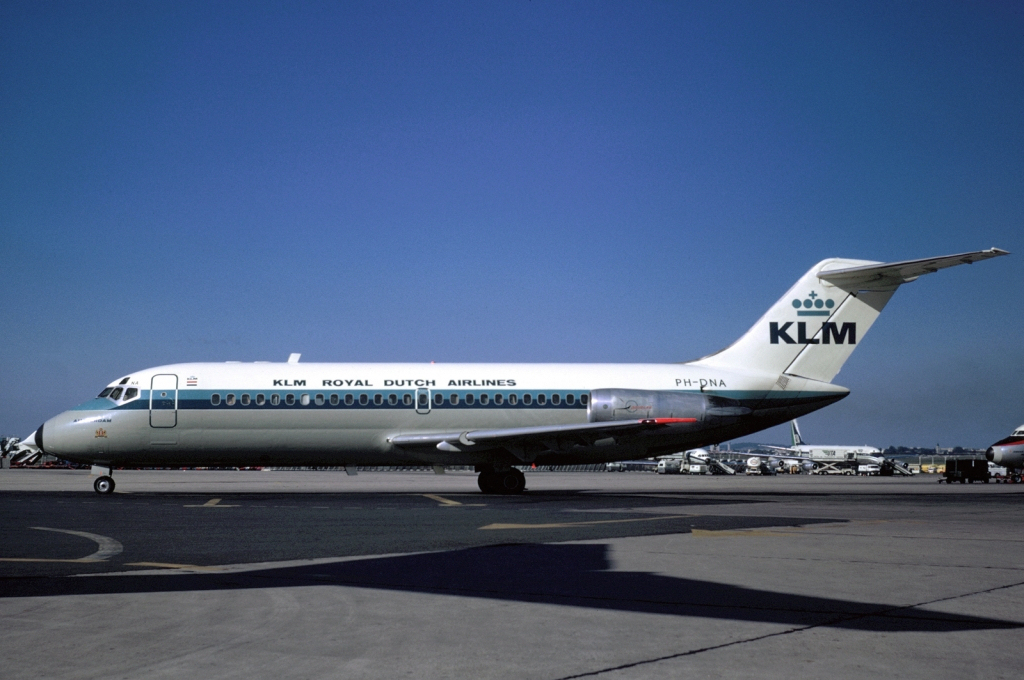
Douglas DC-9-15

V březnu 1971 otevřela KLM své současné sídlo v Amstelveenu. Dvoupatrový letoun Boeing 747-200 si tato společnost objednala v šesti kusech a první byl dodán v roce 1971, v roce 1972 byl dodán také první třímotorový Douglas DC-10. V těchto letadlech v roce 1974 KLM zavedla tzv. „KLM FFF" (KLM Full Fare Facilities), ve které měli pasažéři za příplatek k letence doplňkové exkluzivní služby na palubě. Jednalo se tak o předchůdce současné obchodní třídy. V té době se musela KLM i další letecké společnosti zabývat nadměrnou kapacitou. Letecká společnost dříve provozovala i osobní a nákladní kombinovaná letadla DC-8 a v současné době provozuje kombinovaná letadla Boeing 747-400. O 7 let později po dodání prvního Boeingu 747-200 se stala také největší letecká katastrofa v dějinách, Boeing 747 KLM se střetl s pojíždějícím 747 společnost Pan Am při vzletu z letiště Tenerife Sever. Při leteckém neštěstí na Tenerife 1977 zemřelo 583 lidí.
Vedení společnosti zůstalo pod kontrolou soukromých zúčastněných stran. Během osmdesátých let KLM obdržely letouny evropské výroby Airbusy A310 a americké výroby Boeing 737, které postupně nahradily DC-9. V roce 1980 přepravila KLM 9 715 069 cestujících.

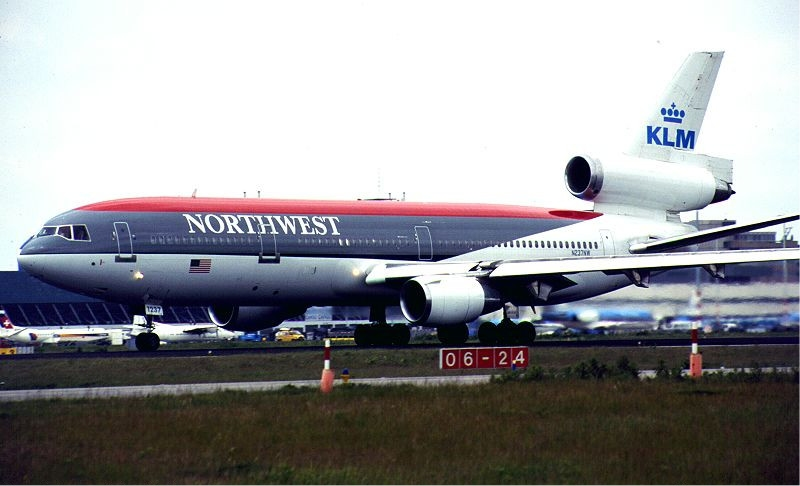
Douglas DC-10 v barvách Northwest Airlines a KLM

Logo společnosti Air France-KLM, které je KLM součástí

S liberalizací evropského trhu začala KLM rozvíjet své centrum na letišti Amsterdam Schiphol. V devadesátých letech uzavřely KLM alianci s dnes již zaniklými Northwest Airlines a získaly v nich podíl 20 %. V roce 1985 KLM získaly od Air Transport World ocenění „Letecká společnost roku". V roce 1986 se podíl nizozemské vlády v KLM snížil na 54,8 procenta. V roce 1989 byl společnosti dodán první Boeing 747-400, v roce 1994 první MD-11 a o rok později získala společnost také první Boeing 767. V roce 1990 přepravila KLM 16 000 000 cestujících.
Dne 1. dubna 1991 vznikla sloučením společností NLM CityHopper a Netherlines regionální sesterská společnost KLM, KLM Cityhopper. V prosinci 1991 byla KLM první evropskou leteckou společností, která zavedla věrnostní program pro časté letce, který se jmenoval Flying Dutchman. V roce 1998 vznikla společnost KLM uk. Stalo se tak při zakoupení podílu KLM v Air UK. Tato společnost provozovala vnitrostátní lety ve Spojeném království a lety ze Spojeného království do Nizozemska, měla základnu na letišti Londýn–Stansted. V roce 2003 byla tato společnost sloučena s KLM Cityhopper, ještě před tím měla flotilu 36 letadel.

### 21. století
Podíl v Northwest Airlines prodaly KLM v roce 1998 a začaly se zajímat o jiné leteckých společnostech. Byla navázána spolupráce s italskou aerolinií Alitalia, ta byla v roce 2000 zrušena. V tomto roce probíhaly také diskuze o spojení KLM a British Airways v novou silnou leteckou společnost, tyto myšlenky byly ale opuštěny.
Teroristické útoky 11. září 2001 zapříčinily menší zájem o létání a následovně museli kvůli ztrátám snížit kapacity o 15 % a propustily přibližně 1500 zaměstnanců. Vedení KLM rozhodlo o redukci typů provozovaných na dlouhých linkách na A330, Boeing 747 a 777, především kvůli snížení celkových nákladů.
Dne 30. září 2003 oznámila Air France s KLM vytvoření společné letecké společnosti s názvem Air France–KLM. V roce 2004 se KLM stala členem aliance leteckých společností SkyTeam.
Poslední let s nizozemským letounem značky Fokker léto společnosti se konal 27. října 2017, jednalo se o typ Fokker 70, Fokker 100 společnost vyřadila z flotily již předtím. Tyto byly nahrazeny ekonomičtějšími a novějšími letadly Embraer E-Jet.

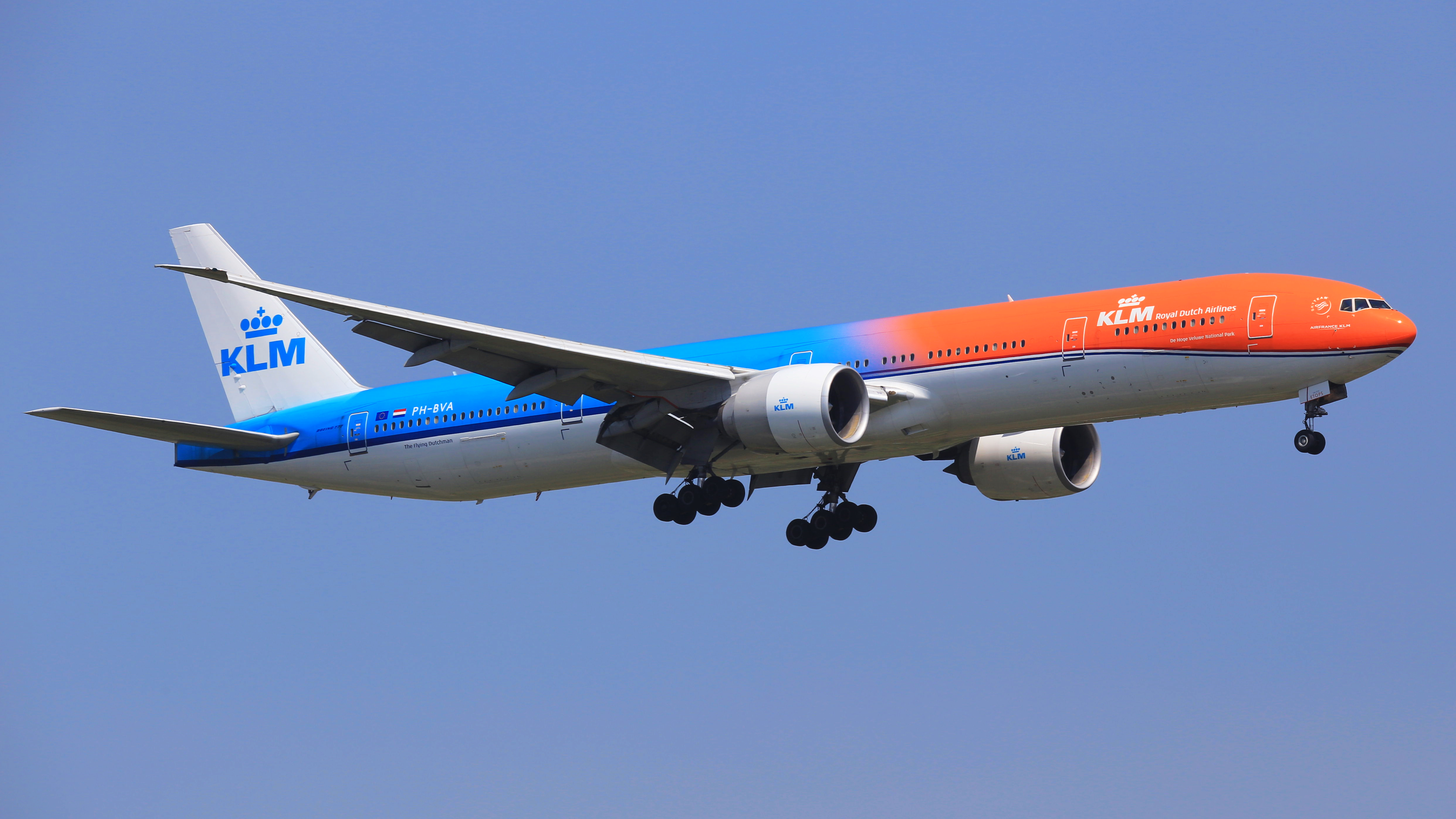
Boeing 777 s "Orange Pride" livery

## Sesterské společnosti
Společnosti, ve kterých má KLM podíl, zahrnují:

## Destinace

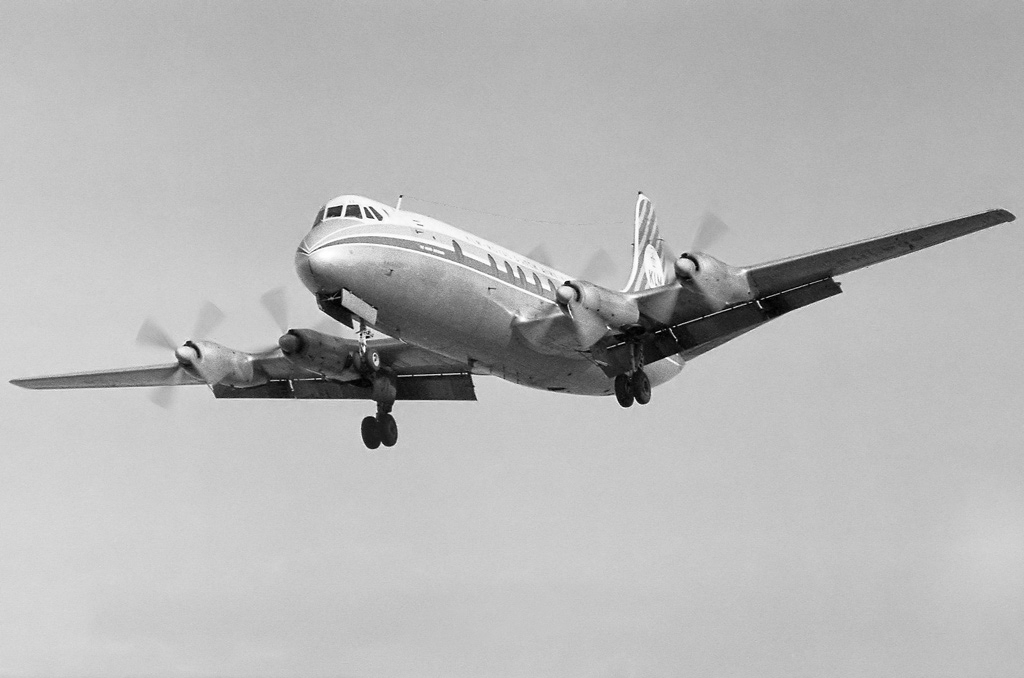
Letoun Vickers Viscount přistávající na pražském letišti v roce 1965

Leteckým uzlem pro všechny lety je amsterdamské letiště Schiphol. Dohody codeshare přinášejí celkový počet destinací dostupných prostřednictvím KLM až 826.

### Praha
Do Prahy tato společnost létá již od roku 1919, kdy byla založena. Své první lety sem zahájila na letiště v Kbelích, odsud odešla při otevření Ruzyně v roce 1937. Nejdříve do Prahy s létala vrtulovými letouny, jako například Douglas DC-3, DC-6, Vickers Viscount či Convair 340. Kolem 70. let sem létala s proudovým Douglasem DC-9, někdy také s větším DC-8, ten měl v Praze mezipřistání a dále letěl do Budapešti. Na přelomu tisíciletí se na pražském letišti začaly objevovat také Boeingy 737 této společnosti. Ty později byly na letech do Prahy nahrazeny menšími Fokkery 100/70 či Embraery 190 dceřiné společnosti KLM Cityhopper, zároveň díky tomu byly zvýšeny frekvence. V roce 2014 oslavilo KLM 95 let existence i přítomnosti v Praze, jednu z pěti linek denně začal opět létat větší Boeing 737-700. K říjnu 2019 KLM létá na pražské letiště 28krát týdně s kapacitou až 4 100 míst.
V roce 2005 kvůli zdravotním problémům pasažéra přistál v Praze z linky Amsterdam – Dubaj letoun McDonnell Douglas MD-11, což bylo poprvé, kdy se tento letoun na pražském letišti objevil.

## Flotila

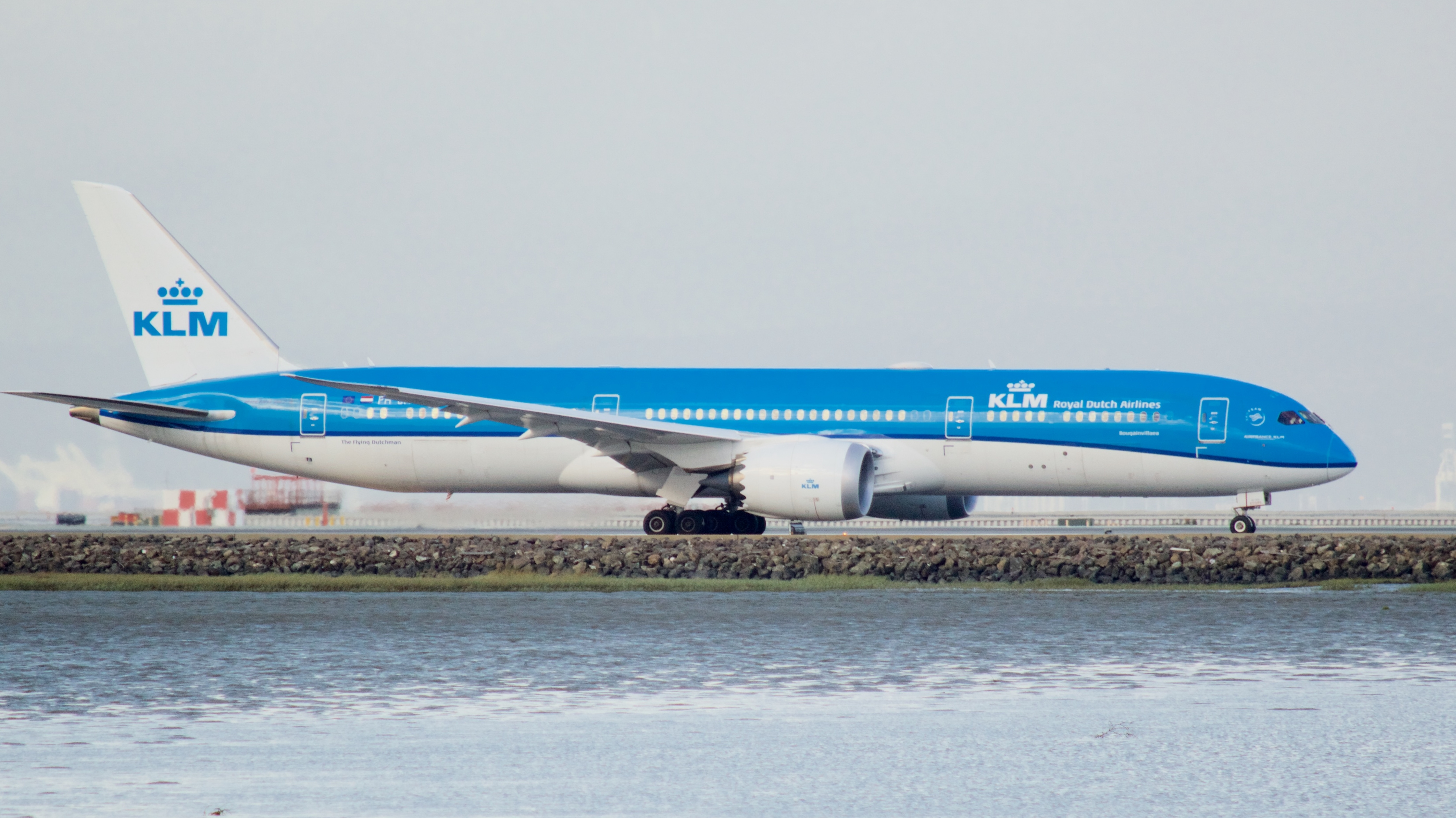
Boeing 787-9 na Mezinárodním letišti San Francisco

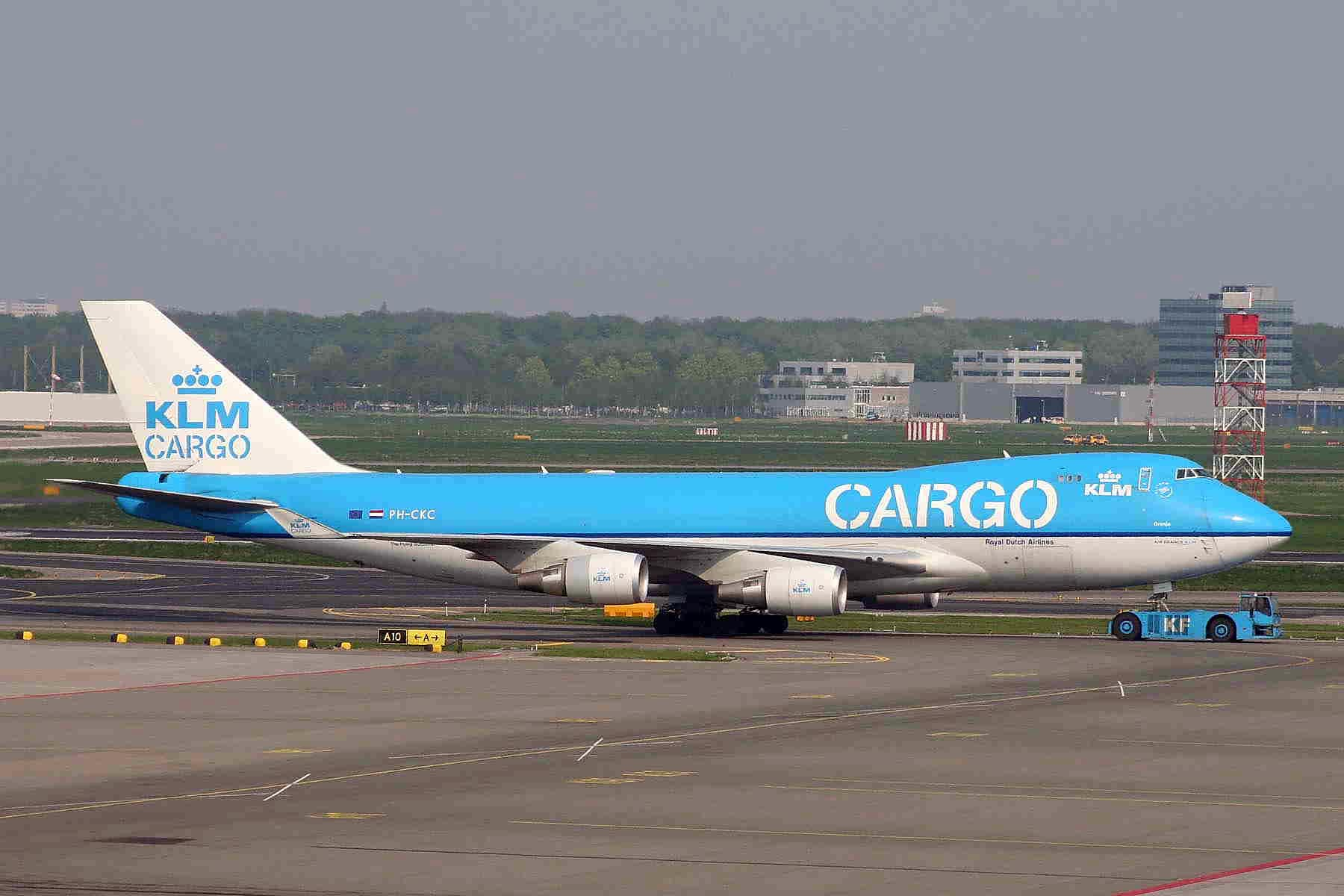
Boeing 747-406ERF nákladní pobočky KLM, KLM Cargo

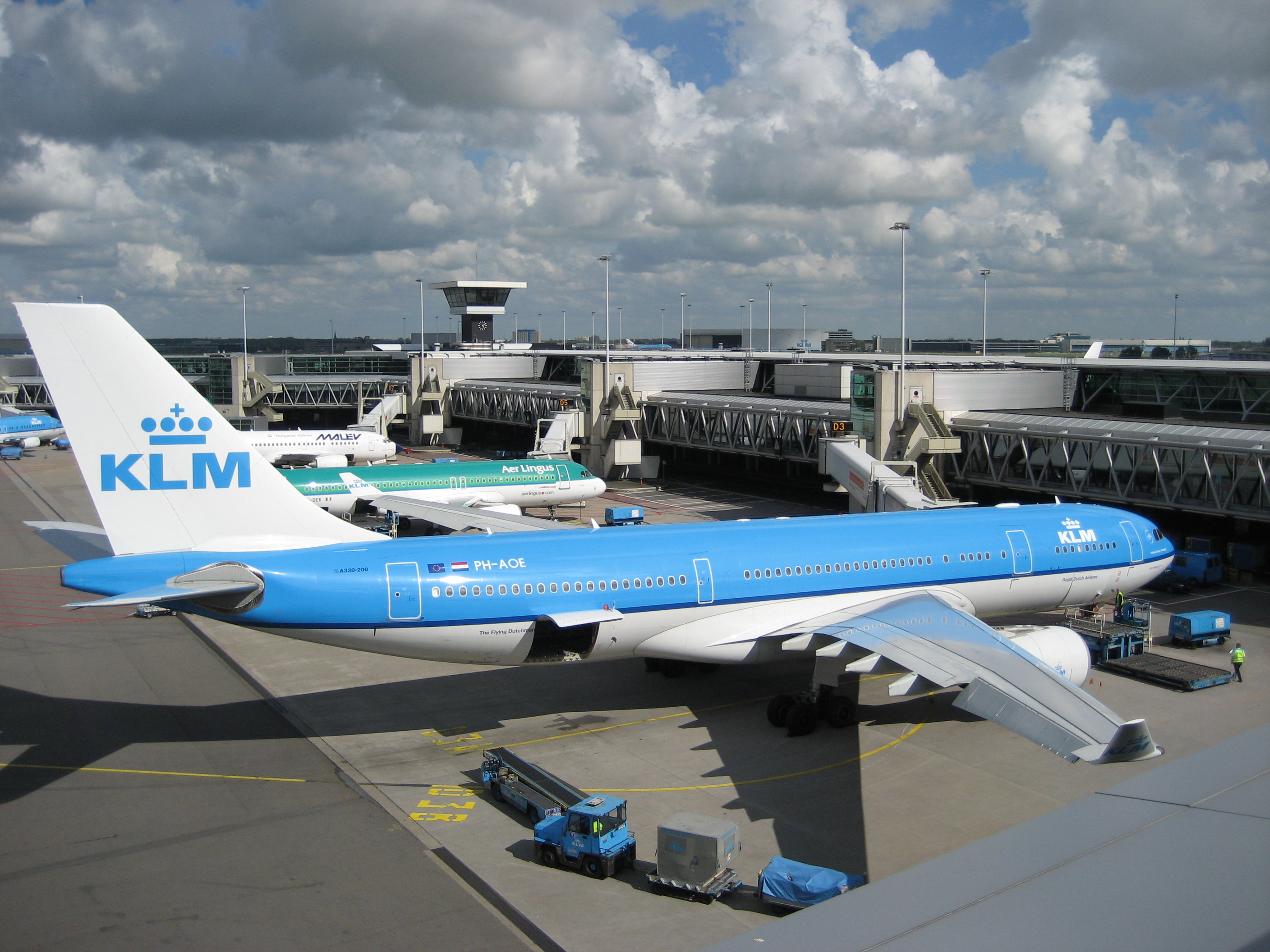
Airbus A330-200 PH-AOE

K dubnu 2020 se flotila KLM (kromě jejích dceřiných společností KLM Cityhopper, Transavia a Martinair) skládá z následujících letadel:

### KLM flotila
| Letadlo             | Ve službě | Objednávky | Cestující | Cestující | Cestující | Cestující | Poznámky                                                                                          |
| Letadlo             | Ve službě | Objednávky | C         | W         | Y         | Celkem    | Poznámky                                                                                          |
| ------------------- | --------- | ---------- | --------- | --------- | --------- | --------- | ------------------------------------------------------------------------------------------------- |
| Řada Airbus A320neo |           | 100        |           |           |           | 227       | Plus 60 opcí na tento typ. Inaugurační let je naplánován na 26. srpna 2024 z Amsterdamu do Kodaně |
| Airbus A330-200     | 8         | —          | 18        | 36        | 214       | 268       |                                                                                                   |
| Airbus A330-300     | 5         | —          | 30        | 40        | 222       | 292       |                                                                                                   |
| Airbus A350-900     | —         | 7          | —         | —         | —         | —         | Dodávky od roku 2019 do roku 2023.                                                                |
| Boeing 737-700      | 16        | —          | 20        | 6         | 106       | 132       |                                                                                                   |
| Boeing 737-800      | 30        | 1          | 20        | 6         | 150       | 176       | Dodávky do roku 2022.                                                                             |
| Boeing 737-900      | 5         | —          | 28        | 18        | 138       | 184       |                                                                                                   |
| Boeing 777-200ER    | 15        | —          | 34        | 40        | 242       | 316       |                                                                                                   |
| Boeing 777-300ER    | 14        | —          | 34        | 40        | 334       | 425       |                                                                                                   |
| Boeing 787-9        | 13        | —          | 30        | 48        | 216       | 294       |                                                                                                   |
| Boeing 787-10       | 5         | 5          | 38        | 36        | 270       | 344       |                                                                                                   |
| Flotila KLM Cargo   |           |            |           |           |           |           |                                                                                                   |
| Boeing 747-400ERF   | 3         | —          | Náklad    | Náklad    | Náklad    | Náklad    |                                                                                                   |
| Celkem              | 114       | 13         |           |           |           |           |                                                                                                   |